# Al-Mubaraka
Al-Mubaraka – wieś w Syrii, w muhafazie Damaszek. W 2004 roku liczyła 596 mieszkańców.